# Conselho Nacional de Política Cultural
O Conselho Nacional de Política Cultural (CNPC) é um órgão colegiado integrante da estrutura do  Ministério da Cultura do Brasil (MinC), que atua na proposição, avaliação e fiscalização de políticas públicas de cultura.
O CNPC foi reestruturado a partir do Decreto 5.520, de 24 de agosto de 2005, e é integrado pelos seguintes entes:
- I – Plenário;
- II – Comitê de Integração de Políticas Culturais;
- III – Colegiados Setoriais;
- IV – Comissões Temáticas e Grupos de Trabalho; e
- V – Conferência Nacional de Cultura.

O CNPC e seu Plenário serão presididos pelo Ministro de Estado da Cultura e, em sua ausência, pelo Secretário-Executivo do Ministério da Cultura.